# Geila
Geila fou germà del rei Suíntila i associat al govern del Regne de Toledo el 625, juntament amb el seu nebot Ricimir, fill de Suíntila. El govern de Suíntila fou enderrocat el 631 per una facció rival que posà Sisenand en el seu lloc amb l'ajut dels francs.